# Eugen und Ede
Eugen und Ede ist eine zehnteilige, christliche Hörspielserie für Kinder von Olaf Franke und Tim Thomas.
Die Serie wurde von 1996 bis 1998 vom Verlag Schulte & Gerth auf Kompaktkassette und Compact Disc herausgegeben. In Eugen und Ede sind Eugen Eule, Ede Elster und Plato der schwarze Kater gemeinsam unterwegs, um bedrohten Tieren zu helfen. Die Idee für diese Serie stammt aus Folge 18 Der verschwundene Bruder der Hörspielserie Freddy der Esel, wo Ede Elster und Plato den Plan entwickeln, anderen Tieren, die in Not sind, zu helfen.

## Episodenliste
| Folge                                     | Beschreibung |
| ----------------------------------------- | --- |
| Zwei schräge Vögel unterwegs              | Eugen, Ede und Plato entdecken eine weiße Labormaus und befreien im Anschluss ein ganzes Versuchslabor. |
| Die Jagd nach dem rosa Pudel              | Die drei Freunde machen sich auf die Suche nach einem rosa Pudel, der entführt wurde, und stellen fest, dass die Pudeldame freiwillig weggelaufen ist, weil sie von ihrem Herrchen mit Schokolade vollgestopft wurde. |
| Geier, Gangster und Ganoven               | In einem Streichelzoo treffen die drei auf den stotternden Gulliver Geier, der gar kein Selbstbewusstsein hat. Nachdem sie ihm erst einige Sprechübungen gezeigt haben, machen sie Jagd auf Francis McBadger (Dachs) und Horace Gamble (Iltis), die Tierbabys stehlen und verkaufen wollen. |
| Das Rätsel des weinenden Gockels          | Eugen, Ede und Plato treffen den weinenden Otto Hahn, der traurig ist, weil seine Frauen als Legehennen in engen Käfigen gehalten werden. |
| Operation „Gelber Pfeil“                  | Eugen, Ede und Plato nehmen die Fährte eines verschwundenen Kanarienvogels auf und kehren am Ende mit zweien zurück. |
| Nebel über London                         | Die Freunde sind in der englischen Hauptstadt London, wo sie Francis McBadger (Dachs) und Horace Gamble (Iltis) ein für allemal dingfest setzen wollen. Dabei retten sie einige Windhunde, die inzwischen zu alt für Wettrennen geworden sind. |
| Alarm auf der Insel                       | Auf einer Nordseeinsel ereignet sich ein Wiedersehen mit Eugens alten Möwenfreunden Adelgunde und Gunnar und eine in letzter Sekunde im Meer detonierten Bombe. |
| Die Rettung der Sumpfbewohner             | Im Wald treffen Eugen, Ede und Plato auf Hans-Hermann den Ziegenbock, der von seinem Hof geflohen ist, weil dort eine neue Autobahn gebaut werden soll. Schnell machen die drei sich auf den Weg zu Hans-Hermanns altem Zuhause, wo noch ein riesiges Sumpfgebiet vorhanden ist. Natürlich sollen nun alle Sumpfbewohner gerettet werden – oder am besten der Bau der Autobahn gestoppt werden.                                        |
| Die Suche nach dem Juwel des Maharadschas | Das neunte Abenteuer beginnt in der ehemaligen Bundeshauptstadt Bonn. Dort sind Eugen, Ede und Plato auf dem Gelände des Kanzlerbungalows, wo große Aufregung herrscht. Der kleine Tiger der beiden Opernsängerinnen Anneliese Carola von Schreckteß-Steincoburg-Klevebirkenweiher und Ella-Mahalia Schmalz-Jacobsen-St.-Louis wurde entführt. Sofort machen sich die drei – über Paris und Montevideo – auf die Suche nach dem Tiger. |
| Die seltsame Fahrt der 20 Nerze           | Eugen ist verliebt in die Tierschützerin Sabine. Diese ist dabei, zwei raffgierige Nerzhändler hinter Gitter zu bringen. Dabei helfen ihr die drei Freunde. |